# Estrid Svendsdatter
Estrid Svensadatter (Roskilde, tra il 990 e il 997 – Roskilde, tra il 1057 e il 1073) fu una principessa danese e per breve tempo principessa della Rus' di Kiev grazie al suo primo matrimonio.
L'identità del padre è certa ed è identificato con Sweyn I di Danimarca e, secondo taluni, di Gunhildr di Venedia, sicuramente fra i fratelli troviamo Canuto il Grande. Grazie al suo matrimonio con Ulf Thorgilsson divenne la madre di Sweyn II di Danimarca e il nome della dinastia che governò la Danimarca dal 1047 al 1412, la dinastia di Estridsen, prese il nome da lei. In Danimarca era conosciuta come la Regina Estrid anche se non fu mai maritata a un re e nemmeno fu mai una regina regnante.
L'identità della moglie di Sweyn I è incerta e alcuni studiosi vogliono che Estrid fosse figlia di Sigrid la Superba, un personaggio la cui storicità è in dubbio, secondo le saghe Sigrid sarebbe stata la figlia di Skoglar Toste e divenne la madre di Olof III di Svezia grazie alle sue nozze con Eric il Vittorioso. Olof quindi sarebbe un altro illustre fratellastro dopo Canuto che a quel punto diverrebbe il figlio di Gunhildr di Venedia, altra donna la cui storicità non è certa.

## Biografia
Estrid Svensdatter nacque fra il 990 e il 997. Sweyn morì nel 1014 ed Estrid divenne brevemente la moglie di un principe della Rus' di Kiev, forse Vsevolod, figlio di Vladimir I di Kiev e che morì poco dopo la morte del padre, nel 1015, a seguito dello scoppio di una guerra. Nel 1016 il fratellastro Canuto il Grande divenne re d'Inghilterra e fece un accordo con Riccardo II di Normandia secondo il quale Estrid ne avrebbe sposato il figlio Roberto I di Normandia. Se il matrimonio abbia o meno avuto luogo è ignoto, il cronista medievale Rodolfo il Glabro nella sua Historiarum libri quinque riporta la notizia delle nozze mentre Adamo da Brema scrive che Estrid sposò lo stesso Riccardo dicendo che ella sposò Ulf dopo che Riccardo era partito per Gerusalemme. Il viaggio in Terra Santa però lo compì Roberto, non suo padre. Le fonti normanne non parlano di alcun matrimonio per nessuno dei due duchi con Estrid e gli storici non concordano sul fatto che sia stato un semplice fidanzamento, un matrimonio talmente breve da non aver lasciato traccia o un semplice fraintendimento di nomi.
Quel che è certo è che Canuto le organizzò le nozze con Ulf Thorgilsson avvenute attorno al 1018, dal matrimonio nacquero due figli:
- Sweyn II di Danimarca
- Beorn Estrithson (morto 1049).

Ulf morì nel 1026 ucciso da uno degli uomini del cognato a seguito di questioni politiche che coinvolsero la lealtà di Ulf, non è chiaro se Canuto fosse al corrente del fatto che Ulf stava per essere ucciso, se lo ordinò lui stesso o se addirittura ebbe il benestare di Estrid. Quel che sappiamo è che i due rimasero legati, che Estrid ricevette in dono delle terre e che provvide a far educare i figli dalla chiesa e alla chiesa Estrid fece ingenti donazioni tanto che si crede che si debba a lei la prima chiesa in pietra di Danimarca, la cattedrale di Roskilde. Ella sostenne sempre i figli nei loro progetti di tenere la Danimarca sotto controllo e nel 1047 il figlio maggiore divenne Sweyn II di Danimarca grazie alla discendenza della madre tanto che fu noto come Sweyn Estridssen (figlio di Estrid). Da qua in poi Estrid fu conosciuta come Regina un titolo puramente onorifico giacché ella non lo fu mai né per diritto e nemmeno per matrimonio. Ricordiamo che cognata di Estrid era stata Gytha Thorkelsdaettir che, sposando Godwin del Wessex, aveva portato la famiglia nell'arena politica anglo-scandinava.
La data di morte di Estrid è ignota e si colloca fra il 1057 fino al 1073 giacché sappiamo che il suo funerale venne celebrato dal vescovo Vilém di Roskilde che resse la diocesi in quel lasso di tempo.
A lungo si è creduto che Estrid fosse sepolta nella cattedrale, nel pilone nordorientale, le analisi del DNA effettuate nel 2003 hanno smentito l'ipotesi poiché hanno dimostrato che appartengono a una donna vissuta in epoca più tarda. Attualmente l'ipotesi è che appartengano a Margareta Hasbjörnsdatter moglie del nipote di Estrid, e anche lei così chiamata, Aroldo III di Danimarca.

## Ascendenza
|                        |           |                        | Genitori                       |  |  | Nonni |  |  | Bisnonni        |  |  | Trisnonni               |  |
|                        |           |                        |                                |  |  |       |  |  | Gorm il Vecchio |  |  | Harthacnut di Danimarca |  |
|                        |           |                        |                                |  |  |       |  |  | Gorm il Vecchio |  |  | Harthacnut di Danimarca |  |
|                        |           | …                      |                                |  |  |       |  |  | Gorm il Vecchio |  |  |                         |  |
| Aroldo I di Danimarca  |           |                        |                                |  |  |       |  |  | Gorm il Vecchio |  |  |                         |  |
|                        |           | Thyra                  | …                              |  |  |       |  |  |                 |  |  |                         |  |
|                        |           | Thyra                  | …                              |  |  |       |  |  |                 |  |  |                         |  |
|                        |           | Thyra                  | …                              |  |  |       |  |  |                 |  |  |                         |  |
| Sweyn I di Danimarca   |           | Thyra                  |                                |  |  |       |  |  |                 |  |  |                         |  |
|                        |           | Olof (II) Björnsson    | Björn III di Svezia            |  |  |       |  |  |                 |  |  |                         |  |
|                        |           | Olof (II) Björnsson    | Björn III di Svezia            |  |  |       |  |  |                 |  |  |                         |  |
|                        |           | Olof (II) Björnsson    | …                              |  |  |       |  |  |                 |  |  |                         |  |
| Gyrid di Svezia        |           | Olof (II) Björnsson    |                                |  |  |       |  |  |                 |  |  |                         |  |
|                        |           | Ingeborg Thrandsdotter | …                              |  |  |       |  |  |                 |  |  |                         |  |
|                        |           | Ingeborg Thrandsdotter | …                              |  |  |       |  |  |                 |  |  |                         |  |
|                        |           | Ingeborg Thrandsdotter | …                              |  |  |       |  |  |                 |  |  |                         |  |
| Estrid Svensdatter     |           | Ingeborg Thrandsdotter |                                |  |  |       |  |  |                 |  |  |                         |  |
|                        | Siemomysł | Lestek                 |                                |  |  |       |  |  |                 |  |  |                         |  |
|                        | Siemomysł | Lestek                 |                                |  |  |       |  |  |                 |  |  |                         |  |
|                        | Siemomysł | …                      |                                |  |  |       |  |  |                 |  |  |                         |  |
| Miecislao I di Polonia | Siemomysł |                        |                                |  |  |       |  |  |                 |  |  |                         |  |
|                        |           | Gorka (forse)          | …                              |  |  |       |  |  |                 |  |  |                         |  |
|                        |           | Gorka (forse)          | …                              |  |  |       |  |  |                 |  |  |                         |  |
|                        |           | Gorka (forse)          | …                              |  |  |       |  |  |                 |  |  |                         |  |
| Sigrid la Superba      |           | Gorka (forse)          |                                |  |  |       |  |  |                 |  |  |                         |  |
|                        |           | Boleslao I di Boemia   | Vratislao I di Boemia          |  |  |       |  |  |                 |  |  |                         |  |
|                        |           | Boleslao I di Boemia   | Vratislao I di Boemia          |  |  |       |  |  |                 |  |  |                         |  |
|                        |           | Boleslao I di Boemia   | Drahomíra (duchessa di Boemia) |  |  |       |  |  |                 |  |  |                         |  |
| Dubrawka               |           | Boleslao I di Boemia   |                                |  |  |       |  |  |                 |  |  |                         |  |
|                        |           | Biagota                | …                              |  |  |       |  |  |                 |  |  |                         |  |
|                        |           | Biagota                | …                              |  |  |       |  |  |                 |  |  |                         |  |
|                        |           | Biagota                | …                              |  |  |       |  |  |                 |  |  |                         |  |
|                        |           | Biagota                |                                |  |  |       |  |  |                 |  |  |                         |  |